# Athlone
Die irische Stadt Athlone [æθˈloʊn] (irisch Baile Átha Luain [ˈbalʲaːhəˈluːənʲ] oder kurz Áth Luain [ˈaːhˈluːənʲ]) hatte bei der  Volkszählung 2022 22.869 Einwohner und war damit nach Port Laoise der Ort mit den zweitmeisten Einwohnern in den irischen Midlands.

## Namensbedeutung
Athlone heißt auf Irisch „Baile Átha Luain“, was so viel bedeutet wie „Stadt der Furt des Luan“. Luan war ein Mann, der die Menschen über das tückische Wasser des Shannon führte, lange bevor die ersten Brücken gebaut wurden. An dieser Stelle richtete er um 900 n. Chr. ein Gasthaus ein, das Reisenden auf ihrer Reise Erfrischungen und einen Rastplatz bot. Dieser strategisch wichtige Kreuzungspunkt wurde später nach Luan benannt. Die Nutzung der Furt bei Athlone lässt sich bis in die Bronzezeit zurückverfolgen, wie zahlreiche bronzezeitliche Funde aus dem Flussbett belegen, und auch in den „Annals of Clonmacnoise“ wird der Kreuzungspunkt erwähnt, was seine große Bedeutung nochmals unterstreicht. Später entstand eine Siedlung um Luan’s Inn, und im 12. Jahrhundert wurde die erste Holzburg von König Turlough O’Connor zum Schutz dieser wichtigen Siedlung errichtet.
Heute gilt Sean’s Bar, auch als Luan’s Inn bekannt, als der älteste Pub Irlands, und seine Lage an diesem Kreuzungspunkt wurde sowohl vom Nationalmuseum als auch vom Guinness-Buch der Rekorde auf das Jahr 900 datiert.

## Geografie
Athlone befindet sich nahezu im geografischen Mittelpunkt der irischen Insel.

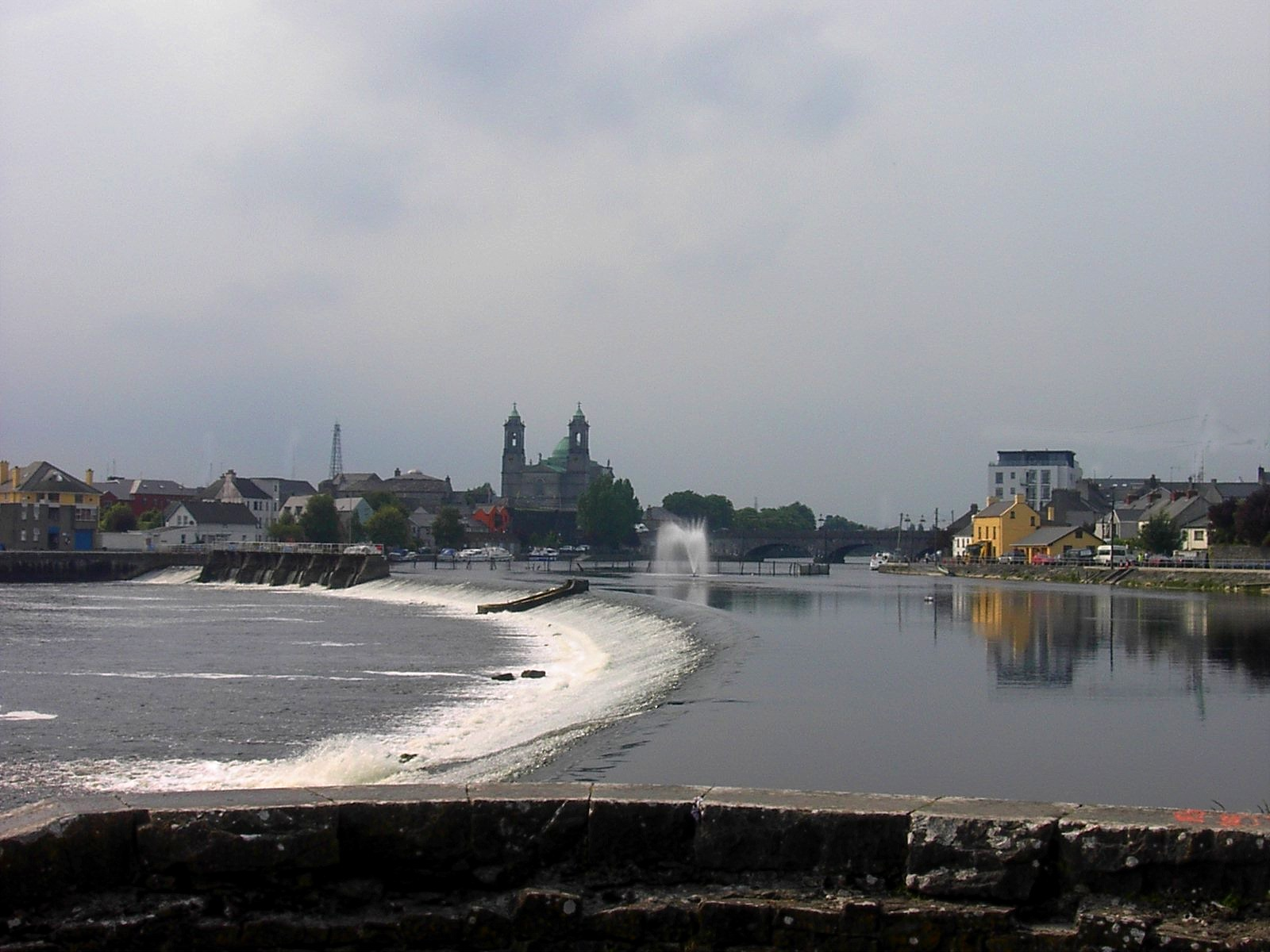
Der Shannon in Athlone

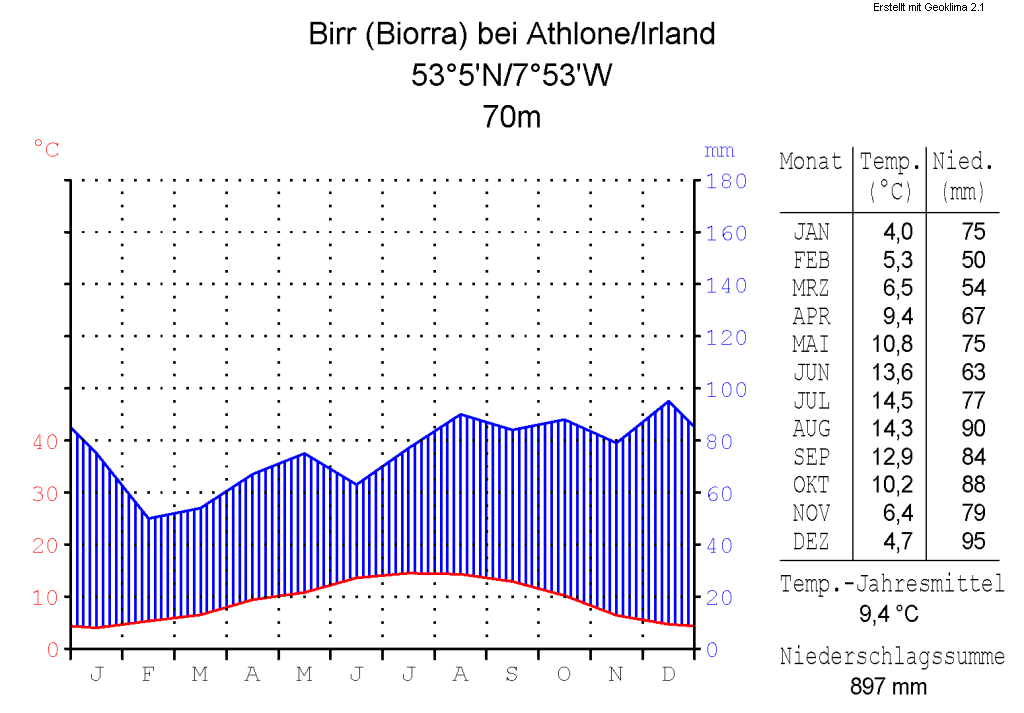
Klimadiagramm von Birr (bei Athlone)

Athlone liegt am Fluss Shannon und dem südlichen Ende des schilfumwachsenen Lough Ree, etwa 130 km westlich von Dublin. Historisch bildet der Fluss die Grenze zwischen der Provinz Leinster mit dem County Westmeath im Osten und der Provinz Connacht mit dem County Roscommon im Westen. Jedoch wurde durch den Local Government Act of 1898 der ganze Stadtbereich, also auch die Stadtteile westlich des Shannon, dem County Westmeath zugeordnet.
Athlone ist ein Verkehrsknotenpunkt und seit der Vorzeit der wichtigste Übergang über den Shannon. Hier kreuzen sich heute die Straßen N6 in Ost-West-Richtung und N61 bzw. N62 in Nord-Süd-Richtung. Die Stadt hat heute besondere Bedeutung für die touristische Shannon-Schifffahrt.

## Wirtschaft
Internationale Unternehmungen wie z. B. 3M, Ericsson, KCI, Alkermes und Alexion zählen zu den größten Arbeitgebern.

## Geschichte
Die Entdeckung einer Reihe frühchristlicher Grabplatten in Athlone lässt vermuten, dass Athlone der Standort eines nicht dokumentierten frühchristlichen Klosters war.
König Turlough O Connor (Toirdelbach Ua Conchobair) von Connacht war für den Bau einer Reihe von Behelfsbrücken über den Shannon bei Athlone verantwortlich, um seine Vorstöße nach Meath zu erleichtern; außerdem errichtete er hier 1129 die früheste dokumentierte „Burg“. Die Normannen erreichten den Shannon vor 1200 und erkannten die strategische Bedeutung der Furt. Im Jahr 1210 ließ Bischof John de Gray aus Norwich, der irische Justiziar von König John, eine neue Brücke errichten und begann mit dem Bau von Athlone Castle auf der westlichen Seite des Flusses. Diese mittelalterliche Brücke scheint zu Beginn des 14. Jahrhunderts zerstört worden zu sein. Die Burg wurde auf einem Grundstück errichtet, das dem im 12. Jahrhundert gegründeten Cluniazenserpriorat von St. Peter & Paul gehörte. Dieses Priorat verfügte über einen beträchtlichen Reichtum, bevor es während der Herrschaft Heinrichs VIII. aufgelöst wurde und sein Besitz dem Anwesen von Athlone  Castle zugeschlagen wurde.

## Sehenswürdigkeiten

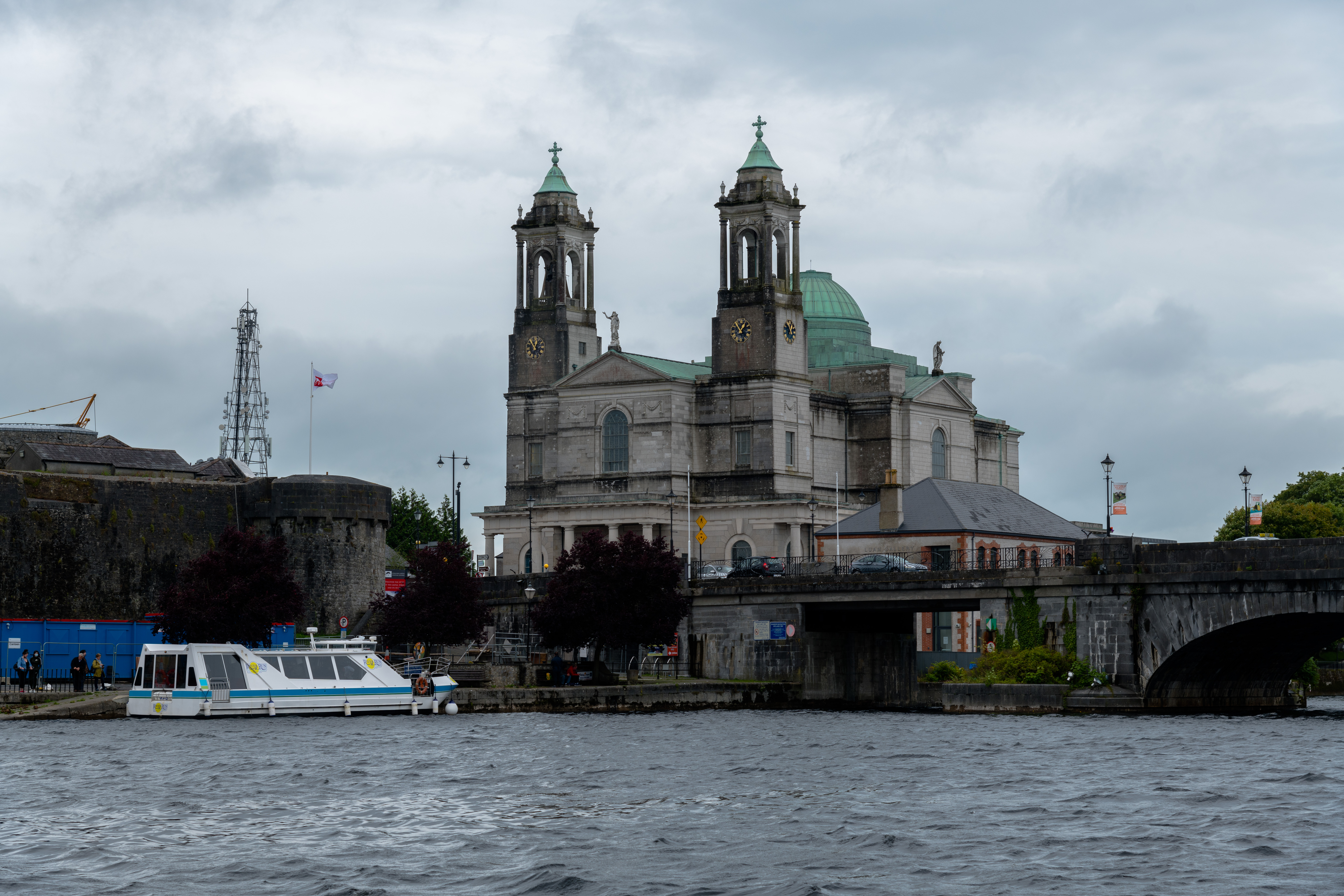
Church of Saints Peter and Paul

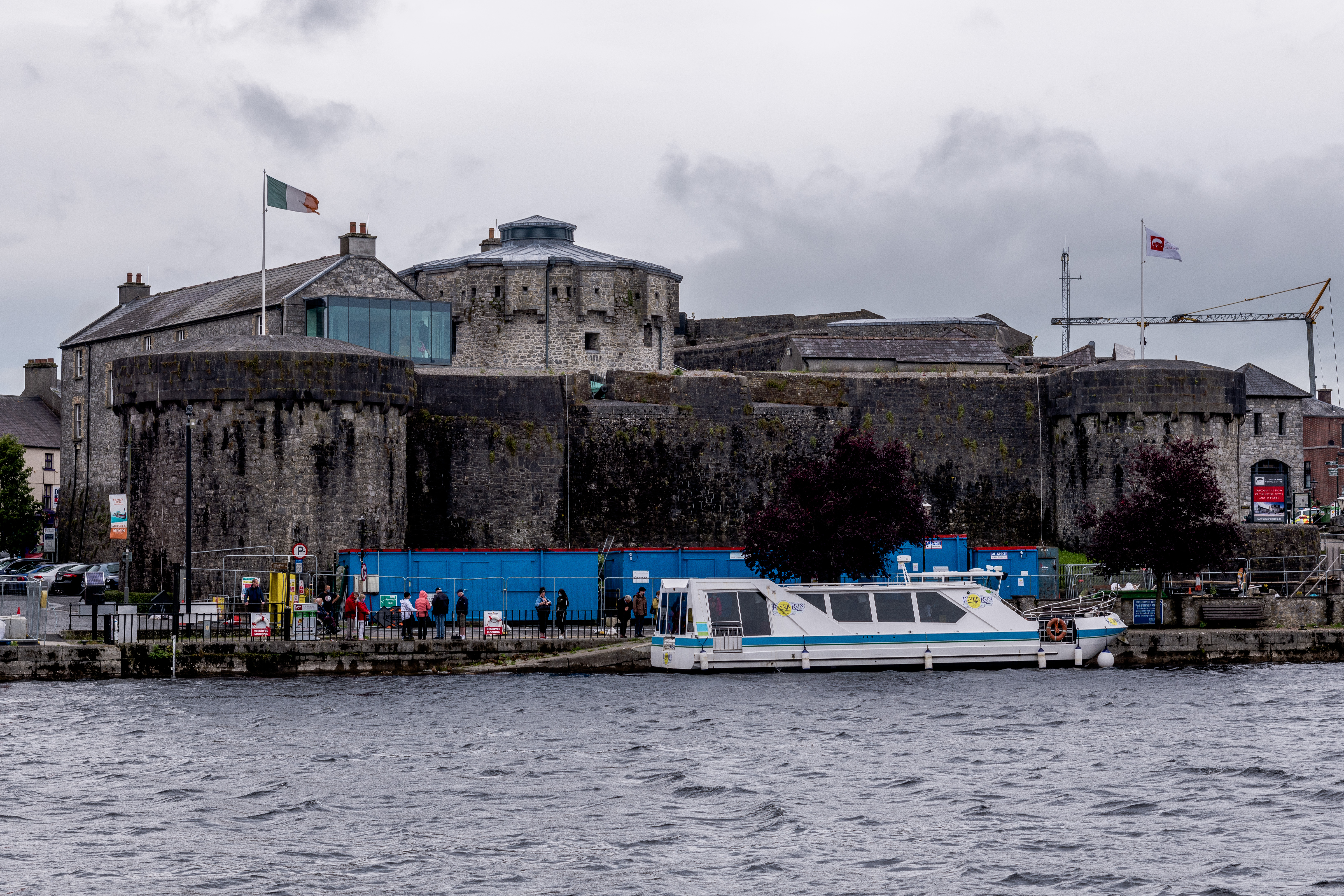
Athlone Castle

- Im Zentrum der Stadt befindet sich Athlone Castle, in welchem heute das lokale Tourist Office untergebracht ist.
- Im Osten der Stadt befindet sich ein intaktes Haus aus der Zeit der Großen Hungersnot, die St. Mary’s Hall, die heute als Herberge für Jugendgruppen dient. Zuvor stand hier eine Abtei, von der die Besiedelung Athlones ausging.
- Am Westufer des Shannon liegt die Kathedrale St. Peter und Paul.
- Die Sean’s Bar ist ein Pub in Athlone, der für sich beansprucht, nicht nur die älteste Bar in Irland, sondern der ganzen Welt zu sein. Archäologische Funde datieren aus dem Jahr 900.

## Bildung
Im Ostteil Athlones befinden sich die State Examinations Commission, welche die zentralen Schulprüfungen Junior Certificate und Leaving Certificate organisiert, und das Athlone Institute of Technology, welches seit 2021 ein Teil der  Technological University of the Shannon ist.
Im Oktober 2004 wurde eine neue, sehr modern eingerichtete Bücherei eröffnet.

## Rundfunksender
Nahe Athlone, im keine 5 km östlich gelegenen Moydrum, ging 1933 der erste Großsender in Irland in Betrieb, bezeichnet als Radio Athlone. Er verwendete als Sendeantenne eine T‑Antenne, die zwischen zwei jeweils 100 m hohe Masten gespannt war.

## Städtepartnerschaft
- Châteaubriant (seit 1975), Region Pays de la Loire, Frankreich

## Persönlichkeiten

### Söhne und Töchter der Stadt
- Henry Abbott (* 1947), Politiker
- Raymond Browne (* 1957), Bischof von Kerry,
- Michael Joseph Curley (1879–1947), Erzbischof von Baltimore
- Seán Fallon (1937–1995), Politiker
- Hugh Geoghegan (1938–2024), Jurist
- John Ellard Gore (1845–1910), Ingenieur, Amateurastronom und Autor mehrerer populärwissenschaftlicher Astronomiebücher
- Robbie Henshaw (* 1993), Rugby-Union-Spieler
- John McCormack (1884–1945), Tenor
- Gabrielle McFadden (* 1967), Politikerin
- Nicky McFadden (1962–2014), Politikerin
- Stefan Molyneux (* 1966), kanadischer Blogger, Essayist, Autor und Moderator eines rechten Radiosenders
- Kevin Moran (* 1963), Politiker
- Mary O’Rourke (1937–2024), Politiker
- Richard Rothwell (1800–1868), Kunstmaler

### Persönlichkeiten, die vor Ort gewirkt haben
- Richard und Grizel Steevens lebten hier, nachdem ihr Vater vor Oliver Cromwell aus England geflohen war. Er wirkte an der St. Mary’s Church.